# 邢台市第三中学
邢台市第三中学，简称邢台三中，是位于中華人民共和國河北省邢台市的公立完全中学。

## 学校简介
邢台市第三中学位于河北省邢台市襄都区卫生街1号，拥有教学班110个，在校生6600余人，教职工495人。

## 办学历史
邢台市第三中学（河北邢台市外国语学校）是一所邢台市教育局直属全日制完全中学，建校于1958年，1999年3月，经河北省教委批准，加挂 “河北邢台外国语学校”校牌，是邢台市唯一一所省级外国语特色学校。2009年与邢台市第二十一中学合并，成为邢台市既有初等中学教育也有高等中学教育的完全中学之一。。

## 历史沿革
- 邢台市第三中学的前身是南长街小学初中部，成立于1956年8月，招4个班，学生200人。
- 1958年9月与南长街小学脱离,迁至北长街原义德中学旧址,定名为邢台市第三中学。全校共10个教学班，学生500人，教职工30余人。
- 1963年，市文教局确定三中为主体骨干学校，又称“宝塔学校”。1960年增设高中班，成为完全中学，全校学生800人。
- 1961年，高中班停办，至1971年又增设高中班，复为完全中学。
- 1986年，市教委为深化教育改革，将北长街小学划归三中领导，作为中小学九年一贯制教育实验学校。成为一所集小学、初中、高中于一体的全日制完全中学。
- 1994年3月,市长办公会决定将三中划归邢台师专领导,加挂“邢台师范高等专科附属实验中学”校牌, 1996年5月,三中与师专脱离,仍归市直属中学建制。
- 1997年3月，三中创办了邢台外国语学校，进行教育教学改革。
- 1999年3月，经河北省教委批准，三中加挂“河北省第五外国语高中”校牌。
- 2000年，北郭庄小学举行揭牌仪式，成为三中附小。
- 2002年3月，按照河北省教育厅统一要求，“河北省第五外国语高中”更名为“河北邢台外国语学校”。
- 2004年7月，按照市教育局6月22日会议精神，三中与十八中实行合并， 2004年9月，两校完成了学生入学、教师入校、档案整理归类、资产账目核实交接等各项工作，三中规模扩大。
- 2009年与邢台市第二十一中学合并，成为邢台市既有初等中学教育也有高等中学教育的完全中学之一。